# Claude Farrère
Claude Farrère (seudónimo de Frédéric-Charles Bargone), (Lyon, 27 de abril de 1876 - París, 21 de junio de 1957) fue un prolífico autor francés de novelas, ambientadas en lugares exóticos como Estambul, Saigón, y Nagasaki. Una de sus novelas, Les Civilisés, ganó el Premio Goncourt en 1905. Fue elegido para ocupar un sillón en la Academia Francesa el 28 de marzo de 1935.
Inicialmente, sin embargo, siguió los pasos de su padre, un coronel de infantería que sirvió en las colonias francesas. Ingresó en la academia naval en 1894, fue nombrado teniente en 1906 y ascendido a capitán en 1918. Renunció al año siguiente para concentrarse en su carrera como escritor.

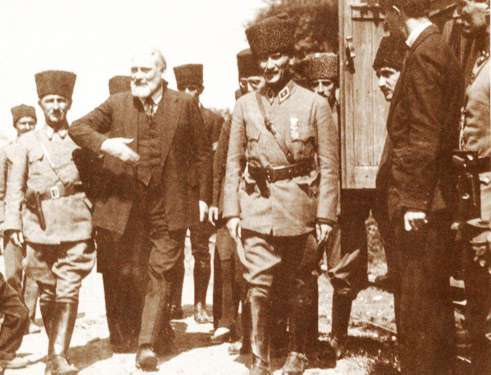
Farrère apoyó al Movimiento Nacional Turco (visitando a Atatürk (Izmit, junio de 1922))

Ya como escritor de prestigio, visitó España durante la guerra civil española, formando parte de la vanguardia reaccionaria y de la extrema derecha que se identificó con el bando sublevado. El diario falangista F. E. se hizo eco de su visita a la redacción del periódico en octubre de 1937, colaborando además con diversos artículos propagandísticos para la prensa del Movimiento. Llegó a entrevistarse con el ya Generalísimo Franco, y reflejó estas experiencias en su libro Visite aux Espagnols. Calificado como «gran amigo de España» por la prensa franquista, tras la guerra volvería a este país invitado por el régimen a diversos actos e impartir conferencias.
Fue uno de los académicos que se manifestaron a favor del régimen colaboracionista de Vichy, ayudando a legitimar la figura del mariscal Pétain y denunciando a los «malos pastores» que, según él, habían corrompido a los franceses antes de la Segunda Guerra Mundial.

## Obra
- Le Cyclone (1902)
- Fumée d'opium (1904)
- Les Civilisés (1905) - Prix Goncourt
- L'homme qui assassina (1906)
- Pour vaincre la mer (1906)
- Mademoiselle Dax, jeune fille (1907)
- Trois hommes et deux femmes (1909)
- La Bataille (1909)
- Les Petites Alliées (1910)
- Thomas l'Agnelet (1911)
- La Maison des hommes vivants (1911)
- Dix-sept histoires de marins (1914)
- Quatorze histoires de soldats (1916)
- La Veillée d'armes (1917, en colaboración con L. Népoty)
- La Dernière Déesse (1920)
- Les Condamnés à mort (1920)
- Roxelane (1920)
- La Vieille Histoire (1920)
- Bêtes et gens qui s'aimèrent (1920)
- Croquis d'Extrême-Orient (1921)
- L'Extraordinaire Aventure d'Achmet Pacha Djemaleddine (1921)
- Contes d'Outre-Mer et d'autres mondes (1921)
- Les Hommes nouveaux (1922)
- Stamboul (1922)
- Lyautey l'Africain (1922)
- Histoires de très loin et d'assez près (1923)
- Trois histoires d'ailleurs (1923)
- Mes voyages : La promenade d'Extrême-Orient (vol. 1, 1924),
- Combats et batailles sur mer (1925, en collaboration avec le Commandant Chack)
- Une aventure amoureuse de Monsieur de Tourville (1925)
- Une jeune fille voyagea (1925)
- L'Afrique du Nord (1925)
- Mes voyages: En Méditerranée (vol. 2, 1926)
- Le Dernier Dieu (1926)
- Cent millions d'or (1927)
- La Nuit en mer (1928, Lithographies de Fouqueray)
- L'Autre Côté (1928)
- La Porte dérobée (1929)
- La Marche funèbre (1929)
- Loti (1929)
- Loti et le chef (1930)
- Shahrâ sultane et la mer (1931)
- L'Atlantique en rond (1932)
- Deux combats navals, 1914 (1932)
- Sur mer, 1914 (1933)
- Les Quatre Dames d'Angora (1933)
- La Quadrille des mers de Chine (1933)
- Histoire de la Marine française (1934)
- L'Inde perdue (1935)
- Sillages, Méditerranée et navires (1936)
- L'homme qui était trop grand (1936, en collaboration avec Pierre Benoit)
- Visite aux Espagnols (1937)
- Les Forces spirituelles de l'Orient (1937)
- Le Grand Drame de l'Asie (1938)
- Les Imaginaires (1938)
- La Onzième Heure (1940)
- L'Homme seul (1942)
- Fern-Errol (1943)
- La Seconde Porte (1945)
- La Gueule du lion (1946)
- La Garde aux portes de l'Asie (1946)
- La Sonate héroïque (1947)
- Escales d'Asie (1947)
- Job, siècle XX (1949)
- La Sonate tragique (1950)
- Je suis marin (1951)
- La Dernière Porte (1951)
- Le Traître (1952)
- La Sonate à la mer (1952)
- L'Élection sentimentale (1952)
- Les Petites Cousines (1953)
- Mon ami Pierre Louïs (1953)
- Jean-Baptise Colbert (1954)
- Le Juge assassin (1954)
- Lyautey créateur (1955)